# Habrová (přírodní památka)
Habrová je přírodní památka v katastrálním území Černovice, okres Blansko. Správa AOPK. Nachází se v údolí Chlébského potoka, na pravém svahu, 2,5 km zjz. obce Černovice, 2 km sv. vesnice Chlébské, místní názvy tratí Špilberk a u Zmole. Geomorfologicky náleží okrsku Sýkořská hornatina (podcelek Nedvědická vrchovina, celek Hornosvratecká vrchovina). Důvodem ochrany jsou přírodě blízké porosty s převahou habru a druhově bohatým bylinným patrem, doprovázené skalními útvary.

## Geologie
Podloží tvoří porfyroblastická muskoviticko až sericiticko-muskovitická rula bítešské skupiny, tvořící četné mrazové sruby. Půdy reprezentují kambizem (dystrická, rankerová, pseudoglejová) a pseudoglej typický (kambický).

## Flóra
Z dřevin jsou zastoupeny buk lesní (Fagus sylvatica), dominantní habr obecný (Carpinus betulus), jasan ztepilý (Fraxinus excelsior), javor klen (Acer pseudoplatanus), javor mléč (Acer platanoides) a smrk ztepilý (Picea abies), mezi keři bez černý (Sambucus nigra), lýkovec jedovatý (Daphne mezereum), ostružiník (Rubus), srstka angrešt (Ribes uva-crispa). Rostlinstvo zastupuje bažanka vytrvalá (Mercurialis perennis), hrachor jarní (Lathyrus vernus), česnáček lékařský (Alliaria petiolata), kakost smrdutý (Geranium robertianum), kapraď samec (Dryopteris filix-mas), kokořík vonný (Polygonatum odoratum), kyčelnice cibulkonosná (Dentaria bulbifera), netýkavka nedůtklivá (Impatiens noli-tangere), pomněnka lesní (Myosotis sylvatica), starček vejčitý (Senecio ovatus), vraní oko čtyřlisté (Paris quadrifolia), zvonek broskvoňolistý (Campanula persicifolia), žindava evropská (Sanicula europaea) a další, z hub například smrž úzkohlavý (Morchella angusticeps) a závojenka Mougetova (Entoloma mougeotii).

## Fauna
Z hmyzu je to bekyně černá, běloskvrnka smrková (Panthea coenobita), blýskavka lemovaná (Amphipyra perflua), kovolesklec brusnicový (Autographa pulchrina) či píďalka netýkavková (Xanthorhoe biriviata), v okolí hnízdí výr velký (Bubo bubo) a čáp černý (Ciconia nigra).

## Fotogalerie

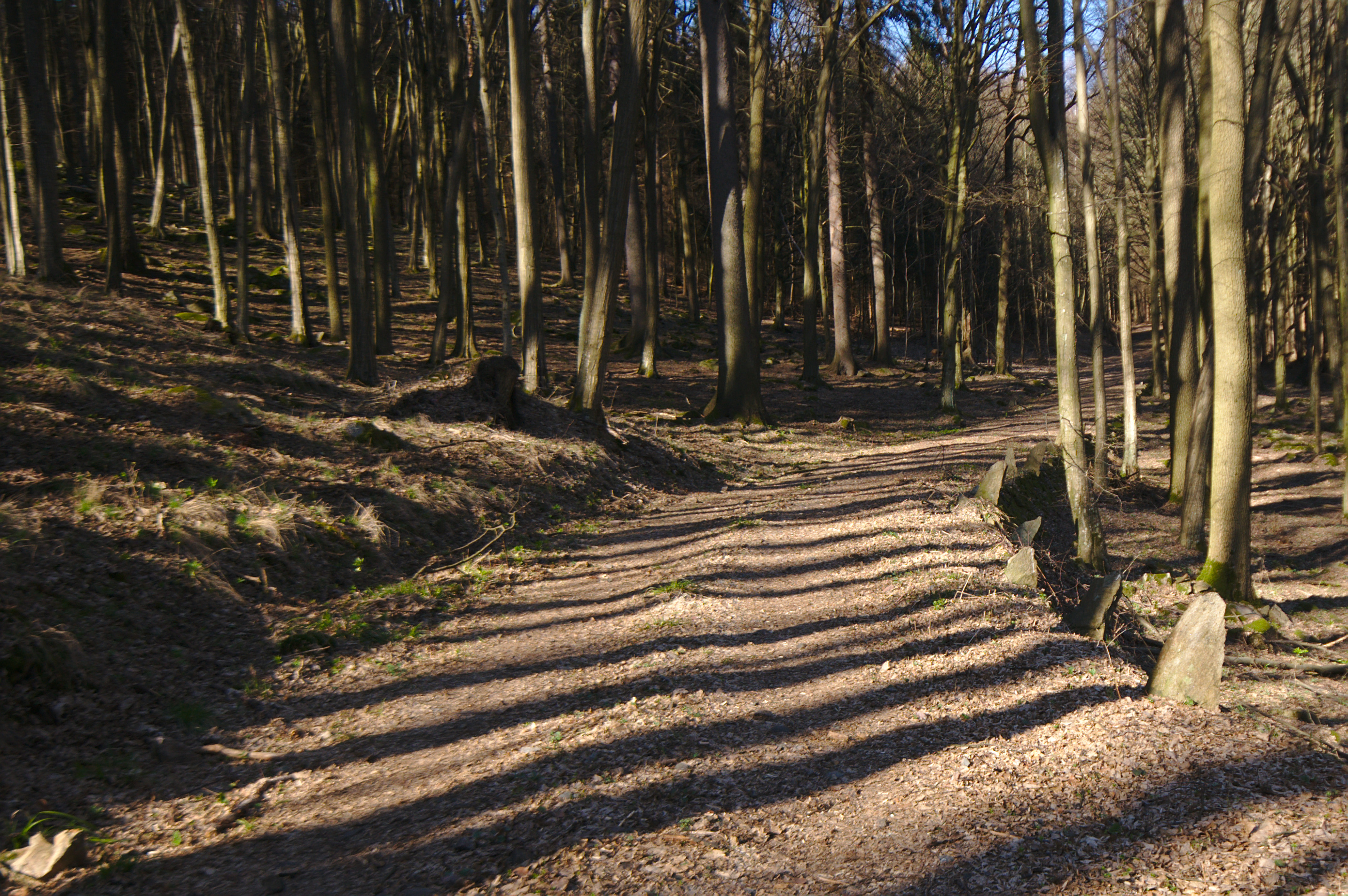
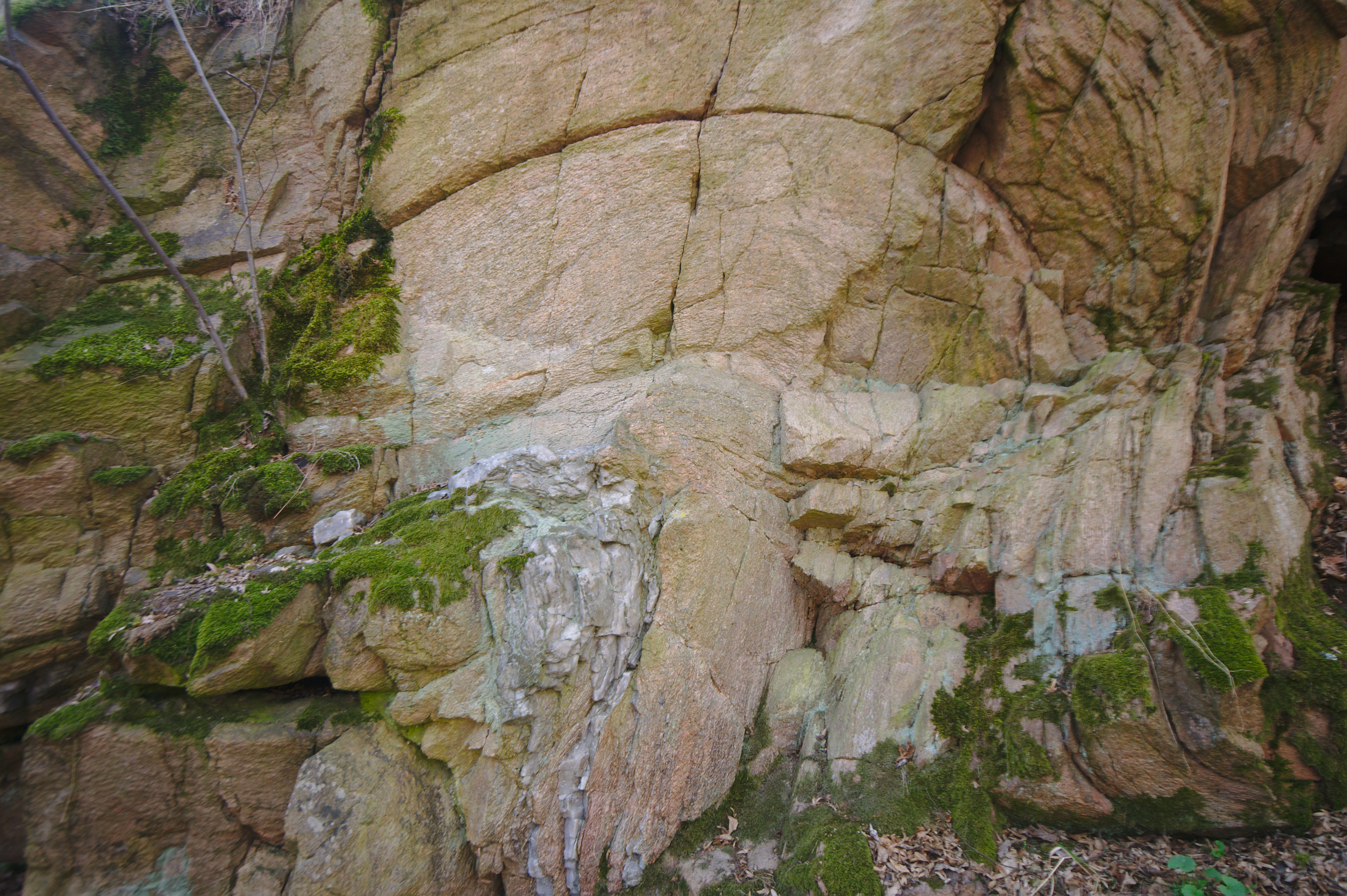
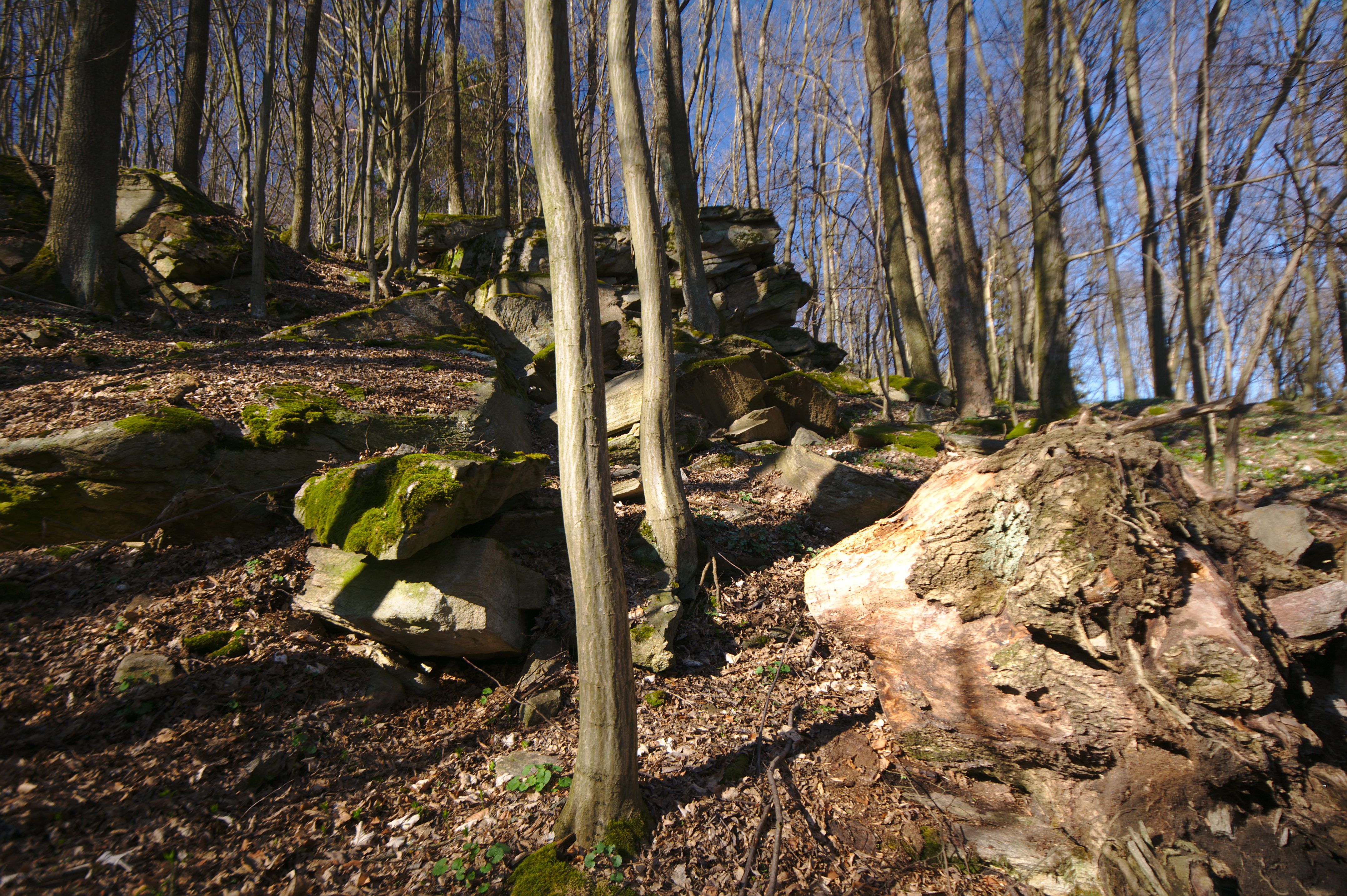
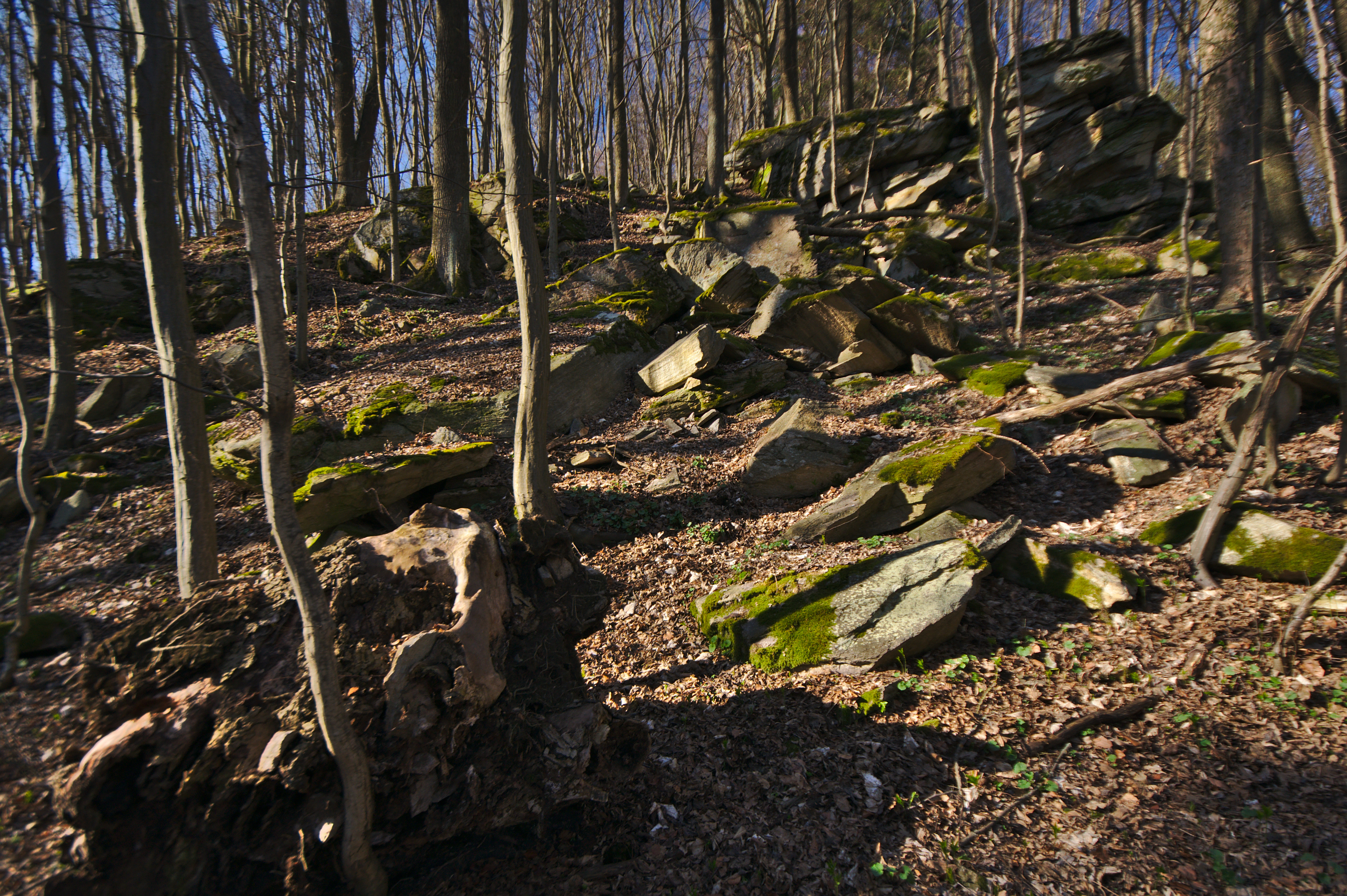
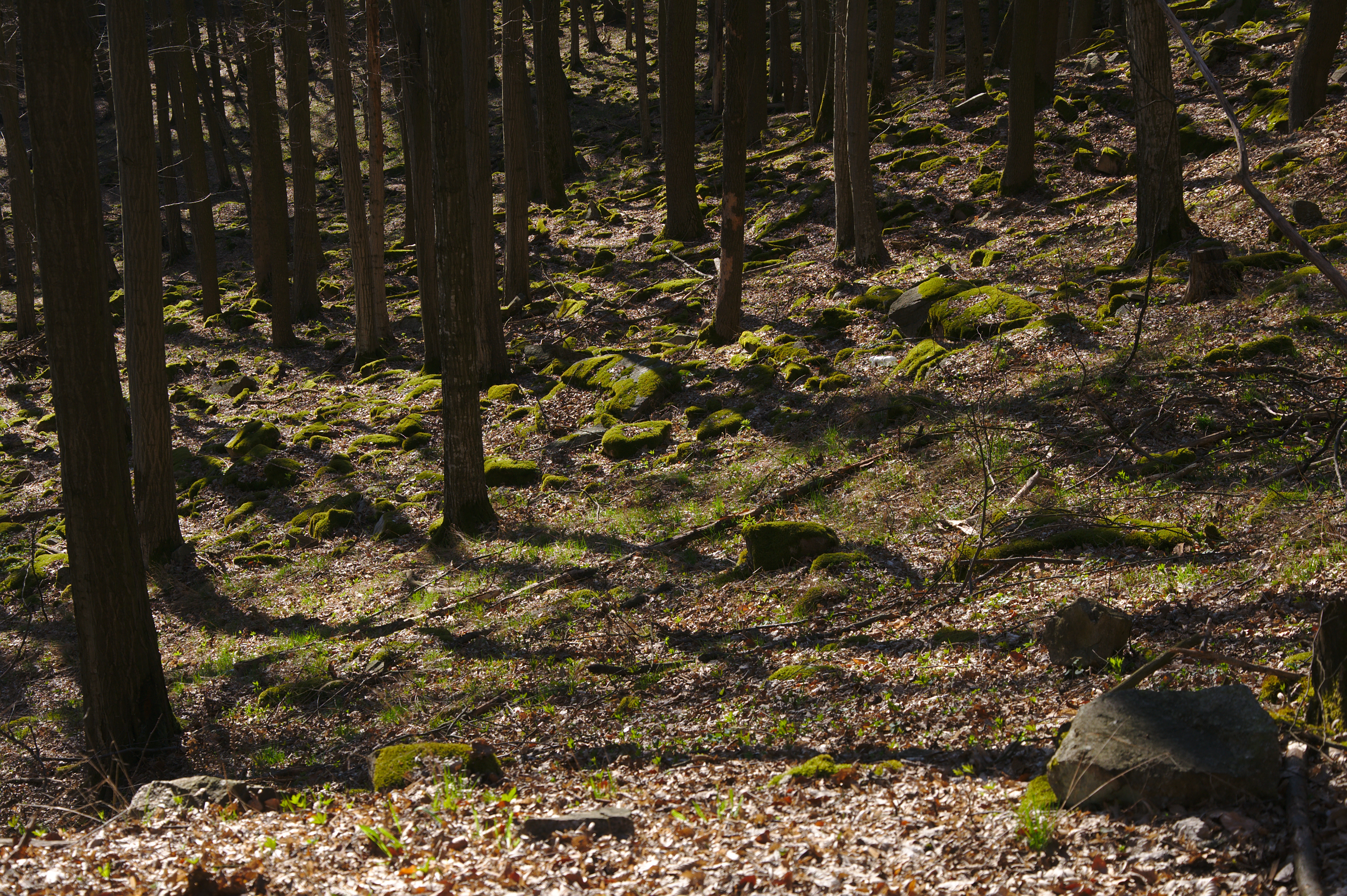
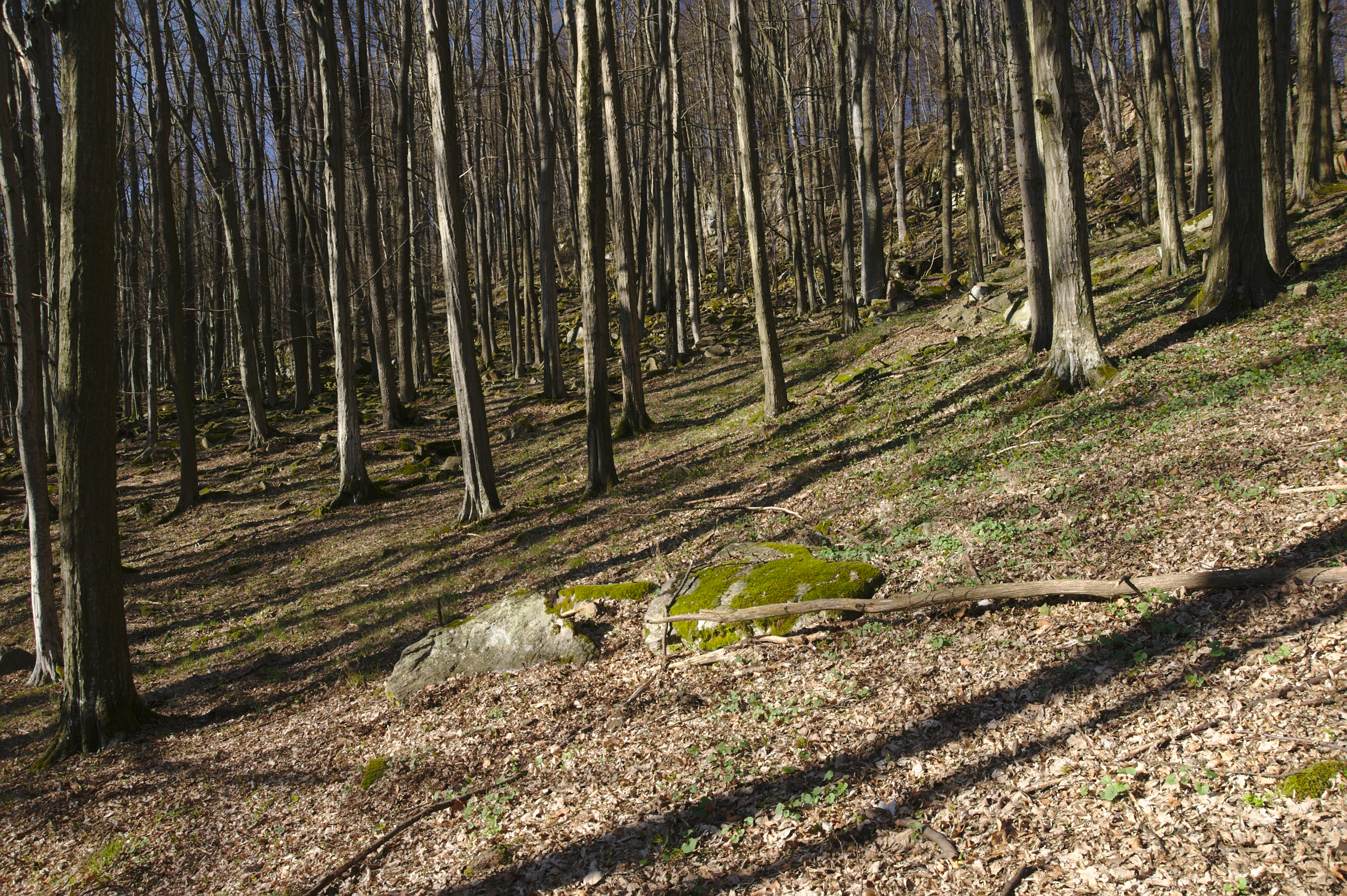
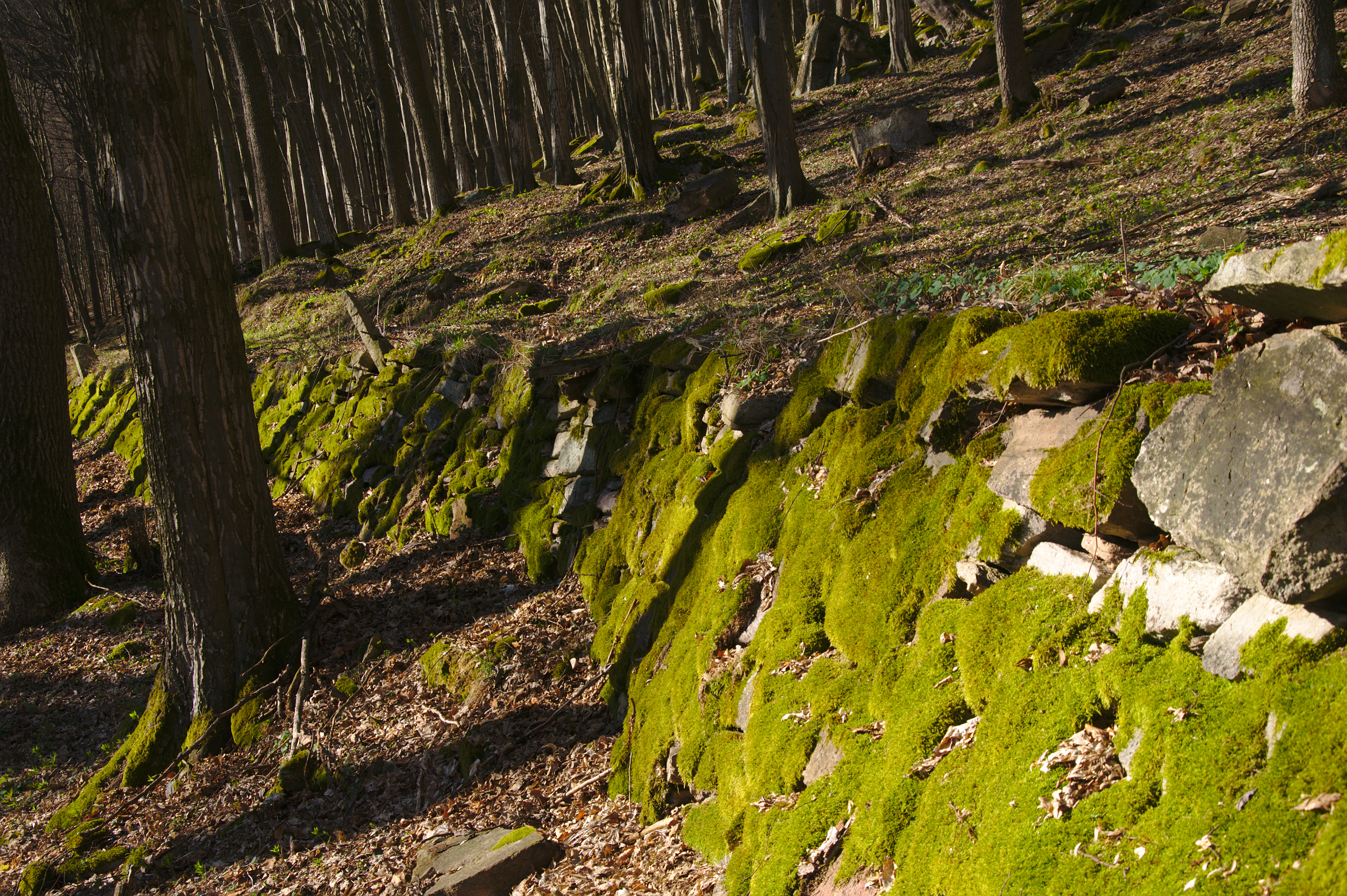